# Armstrong Whitworth Scimitar
Die Armstrong Whitworth A.W.35 Scimitar war ein in den 1930er Jahren entwickelter einmotoriger, als Anderthalbdecker ausgelegter Hochleistungs-Jagdeinsitzer der britischen Sir W. G. Armstrong Whitworth Aircraft Company.

## Geschichte
Das Flugzeug wurde Mitte der 1930er Jahre als Hochleistungs-Jagdeinsitzer geführt. Es besteht vollständig aus Metall und ist in der bekannten Armstrong-Bauweise hergestellt. An dem Vorderteil des mit ovalem Querschnitt und senkrechter Schneide ausgebildeten Rumpfes ist der luftgekühlte, eine Holzluftschraube treibende Sternmotor befestigt. Die Zylinder sind von einem NACA-Ring umgeben. Der an dem Motor sich anschließende Führersitz liegt gegenüber der üblichen Bauart höher, wodurch eine bedeutend bessere Sicht nach vorn und schräg nach unten erzielt wurde. Das achslose, ölgefederte Fahrwerk trägt verkleidete Anlaufräder. Die Bewaffnung umfasst zwei starr eingebaute mit dem Motor verbundene Vickers MG, Muster E, mit Schussbahn durch die Luftschraube. Die MG haben einen Vorrat von 1200 Schuss Munition. Die MG sind auf der Rumpfoberseite untergebracht und von der Rumpfverkleidung verdeckt. Eine Bombenvorrichtung mit mechanischer Auslösung für 4 × 10,8 kg Splitterbomben ist am Unterflügel angebracht.

## Militärische Nutzung
Norwegen
- Norwegische Luftstreitkräfte

## Technische Daten
| Kenngröße             | Daten (Armstrong Whitworth 35 Scimitar)                                         |
| --------------------- | ------------------------------------------------------------------------------- |
| Typ                   | Jagdflugzeug                                                                    |
| Besatzung             | 1                                                                               |
| Spannweite            | 10,06 m                                                                         |
| Flügelfläche          | 24,28 m²                                                                        |
| Länge                 | 7,62 m                                                                          |
| Höhe                  | n. b. m                                                                         |
| Leermasse             | 1277 kg                                                                         |
| Startmasse            | maximal 1860 kg                                                                 |
| Antrieb               | Armstrong Panther 7 mit 640 PS (471 kW)                                         |
| Höchstgeschwindigkeit | 362 km/h                                                                        |
| Marschgeschwindigkeit | km/h                                                                            |
| Steiggeschwindigkeit  | 5000 m in 9 min                                                                 |
| Dienstgipfelhöhe      | 9630 m                                                                          |
| Reichweite            | 800 km bei maximaler Zuladung                                                   |
| Bewaffnung            | zwei 7,7-mm-Vickers E an Bugrumpfoberseite / bis zu 44 kg Bomben am Unterflügel |